# Miriam Pucitta
Miriam Pucitta (* 1964 in Bern, Schweiz) ist eine italienische Regisseurin, Drehbuchautorin und Filmproduzentin.

## Leben
Miriam Pucitta wurde in der Schweiz als Kind italienischer Gastarbeiter geboren. Im Alter von 9 Jahren kehrte sie mit ihren Eltern nach Italien zurück und besuchte in Pistoia die Handelsschule, die sie 1983 abschloss. Von 1984 bis 1988 besuchte sie die Klasse Malerei an der Accademia delle Arti del Disegno in Florenz. Sie nahm an mehreren Gemeinschaftsausstellungen teil, bevor sie sich für den Beruf der Filmproduzentin zu interessieren begann.
Von 1989 bis 1991 besuchte sie die Filmschule „Zelig“ in Bozen, um dann 1991 Italien erneut zu verlassen und bis zum Jahr 2000 an der Hochschule für Fernsehen und Film München Dokumentarfilmregie zu studieren. Hier nahm sie neben einem Schauspielseminar bei John Costopoulos an Schreibseminaren bei Doris Dörrie teil. 1993  gründete sie die Initiative „Film X“ mit, die Nachwuchsfilme in einer Filmwoche der Öffentlichkeit präsentiert. Nach der Filmhochschule besuchte sie das European Film Students’ Graduate Placement Program des European Film Institute und ein Drehbuchseminar bei Keith Cunningham.
1996 hatte sie ihr Theaterregiedebüt in New York mit Faustman, einer Soap Opera des Theater-Ensembles ELA COMPANY aus München. Im gleichen Jahr  gründete sie zusammen mit dem deutschen Regisseur und Kameramann Thomas Bresinsky in München die „A piedi nudi - Barfuss Filmproduktion“.
Miriam Pucitta lebt und arbeitet mit ihrem Mann, dem deutschen Regisseur und Filmproduzenten Michael Chauvistré, in Aachen. Das Paar hat zwei gemeinsame Kinder.

## Festivalteilnahme / Auszeichnungen
- 1996 Hofer Filmtage:

Preis der Kulturstiftung der Stadtsparkasse München auf dem 11. Internationalen Dokumentarfilmfestival München
Nominiert für den „Prix Europa“
- 1998 Hofer Filmtage:

Festival Cinema Donna Florenz, Goethe-Institut
20. Biberacher Filmtage: Nachwuchsfilm-Förderpreis

## Filmografie (Auswahl)
- 1990 Djamme
- 1990 Daniela (Regie)
- 1990 La Ruga (Kamera und Regie)
- 1991 Arabesque (Kamera und Regie)
- 1991 Tod auf der Straße (Co-Regie)
- 1992 Vita da cani (Buch, Kamera, Regie)
- 1993 Zeit der Liebe (Buch, Regie, Schnitt)
- 1994 Die Probanden (Regieassistenz, Regie: Thomas Bresinsky)
- 1995 Man raubt mit den Augen (Buch, Regie, Schnitt)
- 1998 Se non mi vuoi / Wenn du mich nicht willst (Abschlussfilm an der HFF/München)
- 1999 Vino Santo (von Xaver Schwarzenberger / Regieassistenz und Dialogue Coach)
- 1999–2000 Anschi und Karlheinz (Kinderserie BR-Alpha / Autorin und Regisseurin)
- 2001 Ripley’s Game (von Liliana Cavani / Dialogue Coach für John Malkovich, Produktionsassistenz)
- 2002 Polizeiruf 110 – Mein letzter Wille (Dialogue Coach und Übersetzerin für Francesco Salvi).
- 2002–2003 Bianca (Kinderfilm / Drehbuch)
- 2006 Der Traum des Vaters (Regie)
- 2012 Friede, Freude, Eierkuchen (Regie, Drehbuch, Schnitt)
- 2016 Beer Brothers (Regie)[2]
- 2023 Mutterland (Regie, Drehbuch, Schnitt)[3]